# Dierick Ruiter
Pour les articles homonymes, voir Ruiter.
Dierick Ruiter, capitaine de navire hollandais, fut l'un des fondateurs de la Compagnie néerlandaise des Indes occidentales et l'auteur de plusieurs ouvrages décrivant les grands voyages des marins hollandais.
Il voyagea sur les côtes du Sénégal et d'Angola dès 1612, puis au Brésil en 1617.
Avec Willem Usselincx, il fut l'un des farouches opposants à toute implication de la Compagnie néerlandaise des Indes occidentales dans le trafic d'esclaves, en faisant valoir sa bonne connaissance des pratiques dans l'empire portugais.
Dans son ouvrage paru en 1623, Le flambeau de la marine, ou Le flambeau de la navigation, il se fait dénonciateur: "On gagne de l'argent de façon scandaleuse en vendant et en achetant des êtres humains", dans l'empire portugais.
Les opposants à l'esclavage, soutenus par l'Église réformée et les pièces du dramaturge Gerbrand Adriaenszoon Bredero, eurent cependant beaucoup plus de mal à faire respecter leurs principes à partir des années 1630, avec les développements de l'histoire du Pernambouc, qui voit les hollandais aspirés par le commerce sucrier, très rentable et consommateur d'esclaves, jusqu'alors l'apanage des portugais.
On lui doit aussi un témoignage publié en 1623 incluant une description des côtes de part et d'autre de l'Atlantique au début de 1618, lors d'une la traversée du Brésil au Congo, dans lequel il explique comment les navires étaient chargés de farine (farinha) de la racine de mantiocque, avec laquelle on faisait du pain (le « pain du Brésil ») durant la traversée. Cette farine était très appréciée des indigènes “car au pays de Loanda, en Angola, il pousse peu de produits qu'on pourrait employer comme (...) pain.” .
Le transport du manioc en farine comme vivres pour la durée de la traversée en bateau est connu aussi par un autre témoignage de la même époque, celui de l'Espagnol Nicolas Monardès en 1580.